# Fissistigma tungfangense
Fissistigma tungfangense är en kirimojaväxtart som beskrevs av Ying Tsiang och Ping Tao Li. Fissistigma tungfangense ingår i släktet Fissistigma och familjen kirimojaväxter. IUCN kategoriserar arten globalt som akut hotad. Inga underarter finns listade i Catalogue of Life.